# Warnings (téléfilm, 2003)
Pour les articles homonymes, voir Warnings.
Pour plus de détails, voir Fiche technique et Distribution.
Warnings (Silent Warnings) est un téléfilm américain de science-fiction réalisé par Christian McIntire, diffusé le 3 mai 2003 sur Sci Fi Channel.

## Synopsis
Après la mort de son cousin Joe dont il était responsable, Layne Vossimer retourne dans la ferme qu'il a hérité pour la remettre en état. Il y retrouve sa fiancée et quatre autres amis. Mais à peine arrivé, des événements surnaturels arrivent et Layne aperçoit dans son champ de maïs des traces en forme de cercles. Il prévient aussitôt le shériff Willingham qui était aussi un ami de Joe. Ce dernier pense que quelqu'un leur a fait une blague mais très vite, la population va se rendre compte que ça n'en est pas une...

## Fiche technique
- Titre original : Silent Warnings
- Titre français : Warnings Les signes de la peur
- Réalisation : Christian McIntire
- Scénario : Bill Lundy et Christian McIntire, d'après une histoire de Kevin Gendreau et Christian McIntire
- Musique : Richard McHugh
- Directeur de la photographie : Lorenzo Senatore
- Montage : David Flores et Christian McIntire
- Création des décors : Kes Bonnet
- Direction artistique : Borislav Mihailovski
- Création des costumes : Irina Kotcheva
- Effets spéciaux de maquillage : Mariana Love
- Effets spéciaux : Trayan Brankov et Silvan Dicks
- Supervision des effets visuels : Kevin Gendreau
- Producteurs : Jeffery Beach, Phillip J. Roth et Stan Wertlieb
- Coproducteur : T.J. Sakasegawa
- Producteur exécutif : Carsten H.W. Lorenz
- Productrice associée : Dhana Taprogge
- Société de production : Circle Productions LLC, Dark Harvest Productions LLC et Unified Film Organization (UFO)
- Société de distribution : The Svi-Fi Channel
- Pays d'origine :  États-Unis
- Langue : Anglais
- Son : Stéréo
- Image : Couleur (Fujicolor)
- Ratio écran : 1.85:1
- Caméra : Arriflex
- Format négatif : 35 mm
- Procédé cinématographique : Sphérique
- Genre : Fantastique
- Durée : 87 minutes

## Distribution
- Stephen Baldwin : Cousin Joe Vossimer
- A.J. Buckley : Layne Vossimer
- Billy Zane : Sheriff Bill Willingham
- Callie de Fabry : Macy
- David O'Donnell : Stephen
- Ransford Doherty : Maurice
- Kim Onasch : Iris
- Michelle Borth : Katrina

## Critique du film
Le site Movie Gazette a noté que le film reprenait l'intrigue du long métrage de M. Night Shyamalan, Signes mais avec un budget plus petit; que le réalisateur échouait à lui donner une tension et une atmosphère fantastique; que ce n'était qu'un simple film d'horreur avec des aliens sans originalité; que le visuel des extra-terrestres était cartoonesque.
Il regrettait aussi que deux des acteurs connus ne faisaient qu'une apparition sommaire dans des rôles secondaires et qu'ils auraient pu être utilisés de façon plus constructive.
Le site Dread Central a qualifié le film de mauvais remake de Signes réalisé sans ambition, ni originalité.
Le site Rotten Tomatoes lui a accordé une note de 2,3/5. Sur un total de 875 personnes sondés, 13 % l'ont aimé .

## DVD
- Le film a fait l'objet de deux sorties en DVD :

- Warnings, les signes de la peur (DVD-9 Keep Case) sorti le 6 mai 2003 édité et distribué par Universal Pictures France. Le ratio écran est en 1.85:1 letterbox non anamorphosé. L'audio est en Français et Anglais 5.1 avec sous-titres français, anglais et allemands. En bonus un making of et des bandes annonces.
- Warnings, les signes de la peur (DVD-9 Keep Case) sorti le 5 mars 2007 édité et distribué par Aventi. Les caractéristiques sont identiques au précédent DVD.